# European Aquatics
European Aquatics (LEN nach dem ehemaligen Namen Ligue Européenne de Natation) ist der europäische Dachverband für Wassersport mit Sitz in Nyon in der Schweiz. Bei seiner Gründung 1927 in Bologna umfasste er sieben nationale Verbände, heute gehören ihm 51 Schwimmverbände aus ganz Europa an, unter anderem auch der Deutsche Schwimm-Verband (DSV). Amtierender Präsident ist seit 2022 der Portugiese António José Silva.
Der Sitz des europäischen Schwimmverbandes wurde 2010 von Rom nach Luxemburg und 2015 in das schweizerische Nyon verlegt. 2023 erfolgte die Umbenennung in European Aquatics.

## Wettbewerbe
European Aquatics veranstaltet die folgenden Wettbewerbe in Europa:
- Schwimmeuropameisterschaften (alle zwei Jahre)
- Kurzbahneuropameisterschaften (alle zwei Jahre)
- Wasserballeuropameisterschaften (alle zwei Jahre)
- European Masters Championships (alle zwei Jahre)
- Jugend-Schwimmeuropameisterschaften (jedes Jahr)
- Freiwassereuropameisterschaften (alle zwei Jahre)

Ebenso werden seitens European Aquatics Veranstaltungen wie Titelkämpfe im Tauchen und Wasserspringen oder Wettkämpfe für Jugendliche ausgetragen.

## Mitglieder
| Land                    | Mitgliedsverband |
| ----------------------- | --- |
| Albanien                | Federata Shqiptare e Notit (FSHN) |
| Andorra                 | Federació Andorrana de Natació |
| Armenien                | Armenischer Schwimmverband (Լողի հայկական դաշնություն ֆեդերացիա) Armenischer Wasserballverband (Ջրագնդակի հայկական Դաշնություն) Diving Federation of Armenia (Հայաստանի ջրացատկի ֆեդերացիա) Armenischer Synchronschwimmverband (Հայաստանի Հանրապետության գեղալողի ֆեդերացիա) |
| Aserbaidschan           | Aserbaidschanischer Schwimmverband (Azəbaycan Üzgüçülük Federasiyası) |
| Belarus                 | Belarussischer Schwimmverband |
| Belgien                 | Fédération Royale Belge de Natation |
| Bosnien und Herzegowina | Bosnisch-herzegowinischer Schwimmverband |
| Bulgarien               | Bulgarischer Schwimmverband (Българска федерация по плувни спортове) Bulgarischer Wasserballverband |
| Dänemark                | Dansk Svømmeunion (SVØM) |
| Deutschland             | Deutscher Schwimm-Verband (DSV) |
| Estland                 | Eesti Ujumisliit |
| Färöer                  | Svimjisamband Føroya (SSF) |
| Finnland                | Suomen Uimaliitto |
| Frankreich              | Fédération Française de Natation |
| Georgien                | Georgischer Wassersportverband (საწყლოსნო სახეობათა ფედერაცია) |
| Gibraltar               | Gibraltar Amateur Swimming Association (GASA) |
| Griechenland            | Griechischer Schwimmverband (Κολυμβητική Ομοσπονδία Ελλάδος, K.O.E.) |
| Island                  | Sundsamband Íslands (SSÍ) |
| Irland                  | Swim Ireland Irish Water Polo Association (Wasserball) |
| Israel                  | Israelischer Schwimmverband (איגוד השחייה בישראל) Israelischer Synchronschwimmverband Israelischer Wasserballverband |
| Italien                 | Federazione Italiana Nuoto (FIN) |
| Kosovo                  | Federata e Notit të Kosovës (FNK) |
| Kroatien                | Hrvatski plivački savez |
| Lettland                | Latvijas Peldesanas Federacija |
| Liechtenstein           | Liechtensteiner Schwimmverband (LSchV) |
| Litauen                 | Lietuvos plaukimo federacija (LPF) Lietuvos Vandensvydžio Federacija (Wasserball) |
| Luxemburg               | Federation Luxembourgeoise de Natation et de Sauvetage |
| Malta                   | Aquatic Sports Association of Malta (ASA of Malta) |
| Nordmazedonien          | Schwimmverband der Republik Mazedonien (Пливачка Федерација на Македонија) |
| Moldau                  | Federaţia Independentă de Sporturi Nautice din Moldova Federația de Polo de Apă din Republica Moldova (Wasserball) |
| Monaco                  | Federation Monegasque de Natation |
| Montenegro              | Vaterpolo i plivački savez Crne Gore |
| Niederlande             | Koninklijke Nederlandse Zwembond |
| Norwegen                | Norges Svømmeforbund (NSF) |
| Österreich              | Österreichischer Schwimmverband (OSV) |
| Polen                   | Polski Związek Pływacki |
| Portugal                | Federação Portuguesa de Natação |
| Rumänien                | Federația Română de Natație Federația Română de Polo (Wasserball) |
| Russland                | Russischer Schwimmverband (сероссийская Федерация Плавания) |
| San Marino              | Federazione Sammarinese Nuoto |
| Schweden                | Svenska Simförbundet (SSF) |
| Schweiz                 | Schweizerischer Schwimmverband (SSCHV) |
| Serbien                 | Serbischer Schwimmverband (Plivački Savez Srbije) Serbischer Wasserballverband (Vaterpolo Savez Srbije) Serbischer Synchronschwimmverband (Savez za sinhrono plivanje Srbije)                                                                                                |
| Slowakei                | Slovenská Plavecká Federácia |
| Slowenien               | Plavalna Zveza Slovenije |
| Spanien                 | Real Federación Española de Natación |
| Tschechien              | Český svaz plaveckých sportů |
| Türkei                  | Türk Yüzme Federasyonu Türkiye Sutopu Federasyonu (Wasserball) |
| Ukraine                 | Ukrainischer Schwimmverband (Федерація плавання України) |
| Ungarn                  | Magyar Úszó Szövetség (MÚSZ) Magyar Vízilabda Szövetség (Wasserball) Magyar Hosszútávúszók Szövetsége (Freiwasserschwimmen) Magyar Műugró Szakszövetség (Wasserspringen) |
| Vereinigtes Königreich  | British Swimming |
| Zypern                  | Zyprischer Schwimmverband (Κυπριακή Ομοσπονδία Κολύμβησης, K.O.E.K.) |